# 상주남부초등학교
상주남부초등학교는 대한민국 경상북도 상주시 지천동에 있는 공립 초등학교이다.

## 학교 연혁
- 1943년 6월 22일 양촌공립국민학교 개교(설립인가 5월 6일)
- 1946년 4월 19일 상주남부국민학교로 개칭
- 1984년 6월 30일 병설유치원 개원
- 1995년 4월 30일 학교급식 실시
- 1996년 3월 1일 상주남부초등학교로 교명 변경
- 2015년 9월 25일 다목적강당 행복관 건립
- 2022년 2월 14일 제74회 졸업식 (16명 졸업/누계4,301명)
- 2022년 3월 1일 초등학교 6학급(83명) / 병설유치원 1학급(15명)
- 2022년 9월 1일 제32대 육정자 교장 부임
- 2023년 2월 10일 제75회 졸업식 (15명 졸업/누계4,316명)

## 참고 자료
- 상주남부초등학교 - 한국교육학술정보원 학교알리미